# Відносини Рада Європи — Європейський Союз
Відносини Ради Європи та Європейського Союзу — це багатосторонні відносини між Радою Європи та Європейським Союзом. Рада Європи та Європейський Союз мають спільні відносини з 1992 року. Між двома європейськими організаціями було реалізовано майже 180 програм у таких сферах, як права людини, культура, демократія та верховенство права.

## Проблеми

### Приєднання Європейського Союзу до Ради Європи
У травні 2005 року країни-члени Ради Європи, зустрівшись у Варшаві, висловили бажання побачити Європейський Союз приєднатися до Ради Європи та Європейської конвенції з прав людини. На практиці рішення Суду Європейського Союзу вже винесені таким чином, щоб вони відповідали рішенням Європейського суду з прав людини. Це приєднання не має на меті підпорядкувати Європейський Союз Раді Європи або навіть внести зміни до договорів. Це дозволило б піддати зовнішньому контролю дотримання основних прав, яким уже підпорядковані інститути Союзу.
Приєднання до Європейського Союзу мало стати можливим завдяки ратифікації Протоколу 14 до Конвенції про захист прав людини і основоположних свобод. 5 квітня 2013 року Європейський Союз і Рада Європи завершили розробку проєкту угоди про приєднання ЄС до Європейської конвенції з прав людини. Для ухвалення проєкт угоди мав бути поданий на розгляд Суду ЄС, після чого його одностайно підтримали країни- члени щодо вступу, дві третини підтримали Європейський парламент та ратифікували національні парламенти ЄС. країни-члени Ради Європи. Однак 18 грудня 2014 року Суд ЄС виніс негативний висновок (№ 2/2013) щодо приєднання Європейського Союзу до ЄСПЛ. Тому процес зупинився. Після цієї патової ситуації деякі італійські сенатори висунули нову пропозицію, засновану на частковому злитті двох судів.

### Плутанина між двома організаціями
Ці дві інституції часто плутають, що змусило Раду Європи спробувати відрізнити себе від ЄС. Таким чином, веб-сайт Ради Європи містить розділ під назвою «Не заплутайтеся», в якому узагальнено різні інституційні моменти, які необхідно розрізняти.
Ця плутанина в основному викликана близькістю назв їхніх органів та установ.